# Corum (centrum kongresowe)
Corum – centrum kongresowe zlokalizowane w mieście Montpellier w południowej Francji. W miejscu organizowane są profesjonalne wydarzenia na dużą skalę. 
Jedną z części składowych Corum jest Opera Berlioz – audytorium przeznaczone do wydarzeń muzycznych, nazwane na cześć Hectora Berlioza, o pojemności 2 000 miejsc.

## Budynek
Konkurs na projekt Corum, rozpoczęty w czerwcu 1984 roku, wygrał architekt Claude Vasconi. Projekt wyróżnia się pokryciem budynku płytami z różowego granitu pochodzącego z Finlandii o nazwie Carmen Red. Corum posiada lądowisko dla śmigłowców, które zostało użyte tylko raz (przy okazji wizyty prezydenta François Mitteranda na inaugurację). Corum ma trzy aule: Opera Berlioz, zaprojektowaną z myślą o najbardziej kompletnej i wymagającej scenografii; Salle Pasteur, wyposażoną w 800 miejsc, która umożliwia organizację koncertów i konferencji; oraz Salle Einstein na 300 miejsc, wyposażoną w sprzęt projekcyjny. Powierzchnia wystawiennicza obiektu wynisu 5580 m², dzięki czemu Corum jest trzecim co do wielkości centrum kongresowym we Francji po obiektach w Paryżu i Strasburgu. Całkowity koszt budowy, początkowo planowany na 450 milionów franków, ostatecznie wyniósł około 800 milionów franków, co odpowiada dzisiejszym 120 milionom euro.

## Historia
Budowa Corum jest częścią ambitnej polityki urbanistycznej i gospodarczej burmistrza Georgesa Frêche, mającej na celu zapewnienie miastu światowej klasy obiektów kulturalnych i turystycznych. Jest to również część głównej polityki dotyczącej zakładów w latach 80. zainicjowanej przez prezydenta François Mitterranda. Z jednej strony budynek znajduje się na przedłużeniu Esplanade Charles-de-Gaulle i Champ de Mars. Rozpoczęcie budowy wymagało wcześniejszego zniszczenia kilku budynków w Faubourg de Nîmes u podnóża esplanady przed 1983 rokiem, oraz przeniesienia hemicyklu pomnika wojny znajdującego się na końcu Pola Marsowego. Prace rozpoczęły się zimą 1986 roku pod mandatem SERM. Corum zostało zaprojektowane jako przestrzeń wydarzeniowa łącząca operę, centrum kongresowe, sale wystawowe i recepcyjne, do którego dodano kompleksową infrastrukturę sal prób dla orkiestry i tańca, garderoby artystów, biura, pomieszczenia administracyjne i restauracje, na łącznej powierzchni 67 000 m².
Oficjalne otwarcie Corum odbyło się 17 grudnia 1988 roku, wraz z ceremonią inauguracji części Palais des Congrès. Pierwszym kongresem zorganizowanym w Corum był Kongres Senologii-Mammografii prof. Jean-Louis Lamarque pod patronatem księżnej Karoliny Hanowerskiej. W 1990 roku w obiekcie odbyło się 120 imprez i 30 międzynarodowych kongresów. Symbolicznie nowa opera w Montpellier miała zostać zainaugurowana sto lat po inauguracji Opéra Comédie w Montpellierze. 26 października 1990 roku muzyka zabrzmiała po raz pierwszy z obiektu Opéra Berlioz z uwerturą La Consecration de la maison Beethovena. Do końca tego roku nastąpiła seria pokazów inauguracyjnych, które miały pokazać ogrom możliwości nowej sali: koncert symfoniczny z Orchestre de Radio-France, opera, teatr i kino.